# Dolmens de Lostmarc'h
Les dolmens de Lostmarc'h sont deux dolmens situés sur la commune de Crozon, dans le département français du Finistère.

## Description

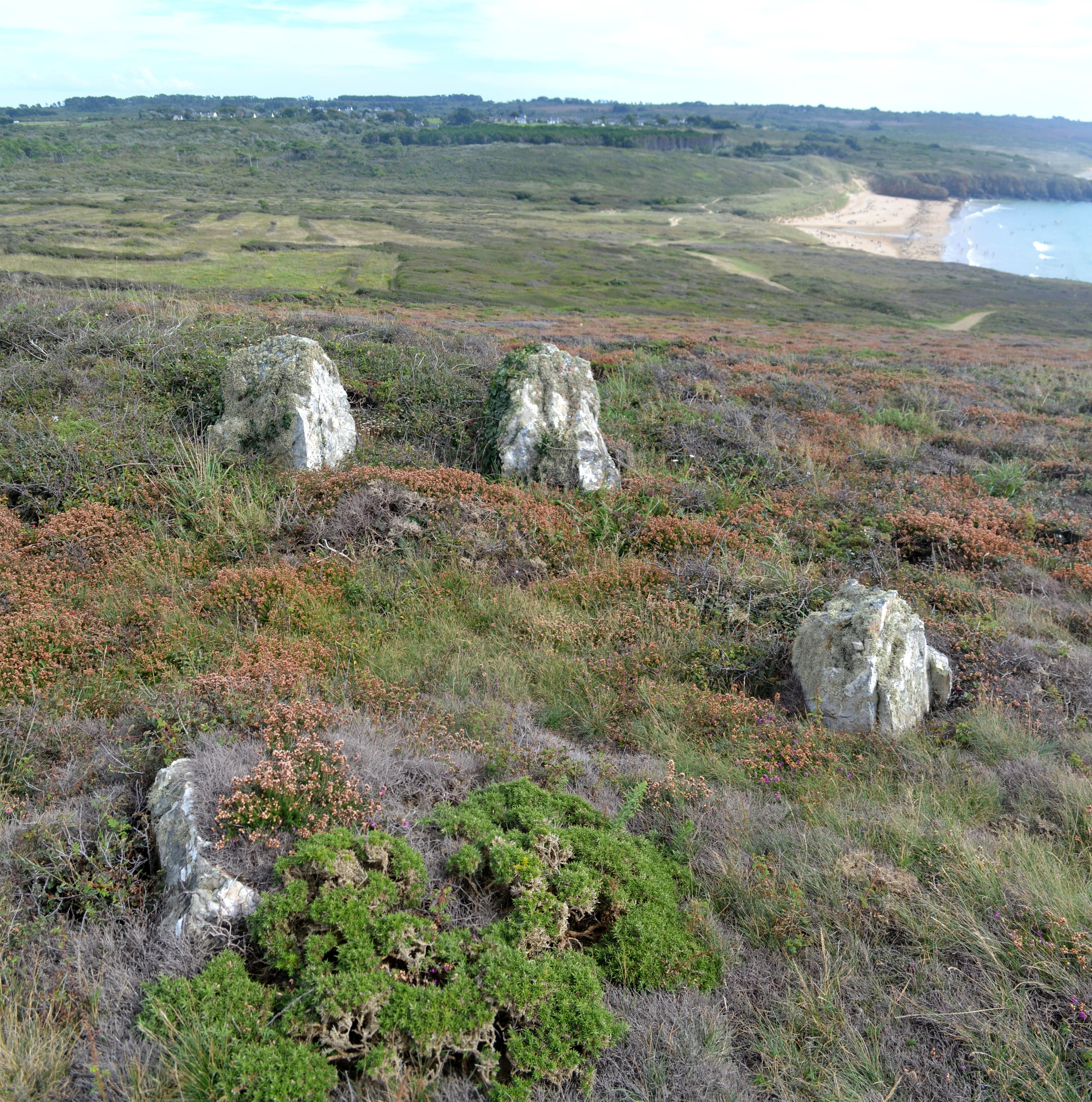
Dolmen n°1.

Le dolmen n°1 est situé à un peu moins de 200 m au sud-ouest du grand menhir de l'alignement de Lostmarc'h. Le commandant Devoir est le premier à avoir signalé ce dolmen dont les pierres peuvent facilement être confondues avec des rochers naturels. L'édifice est très endommagé. Il n'en demeure que deux rangées parallèles distantes d'environ 1 m, constituées de quatre blocs de pierre chacune, les plus hauts dépassant de 1 m au dessus du sol. A environ 2,50 m au sud, une dalle reposant à plat pourrait correspondre à une ancienne table de couverture et dans un rayon de 15 m deux autres pierres plates pourraient aussi correspondre à deux autres dalles de couverture. Toutes les pierres sont en quartzite. 
Le dolmen n°2 est situé sur la pointe de Lostmarc'h, devant les ruines de la cabane des douaniers, dans l'enceinte du Kastell Lostmarc'h. Il est très endommagé. Il est constitué de cinq pierres disposées en deux rangées parallèles orientées est/ouest et de plusieurs petits blocs dispersés et pratiquement totalement enterrés. Toutes les pierres sont en quartzite. 